# 菸鹼型乙醯膽鹼受體

乙酰膽鹼

尼古丁

菸鹼型乙酰膽鹼受體（Nicotinic acetylcholine receptor）或nAChRs是對神經遞質乙酰膽鹼有反應的受體多肽。菸鹼受體也對諸如尼古丁等興奮劑的藥物起反應。它們存在於中樞和周圍神經系統、肌肉以及許多生物的許多其他組織中。在神經肌肉接點，它們是肌肉中運動神經與肌肉之間的主要受體，控制肌肉收縮。在周圍神經系統中：（1）它們從交感神經和副交感神經系統內的突觸前細胞傳出信號到突觸後細胞；（2）骨骼肌中發現的受體接受乙酰膽鹼釋放，以發出肌肉收縮信號。在免疫系統中，nAChRs通過不同的細胞內途徑調節炎症過程並發出信號。在昆蟲中，膽鹼能係統僅限於中樞神經系統。
菸鹼受體被認為是乙醯膽鹼受體，因為它們對乙酰膽鹼有反應。菸鹼受體的名字來自尼古丁，它不會刺激毒蕈鹼型乙酰膽鹼受體，而是選擇性地與菸鹼受體結合。毒蕈鹼型乙酰膽鹼受體也因選擇性附著於該受體的化學物質毒蕈鹼而得名。乙酰膽鹼本身與毒蕈鹼和菸鹼乙酰膽鹼受體結合。
作為離子型受體，nAChRs直接連接到離子通道。新證據表明，在某些情況下，這些受體也可以使用第二信使（就像代謝型受體一樣）。[8]菸鹼型乙酰膽鹼受體是離子型受體中被研究得最透徹的 Nicotinic acetylcholine receptors are the best-studied of the ionotropic receptors.。
由於菸鹼受體有助於傳遞交感神經系統和副交感神經系統的輸出信號，因此菸鹼拮抗劑（如六甲銨）會干擾這些信號的傳輸。因此，菸鹼拮抗劑干擾壓力反射，該壓力反射通常通過對心臟的交感和副交感刺激來校正血壓的變化。

## 外部連結
- 维基共享资源上的相關多媒體資源：菸鹼型乙醯膽鹼受體
- Calculated spatial position of Nicotinic acetylcholine receptor in the lipid bilayer （页面存档备份，存于）